# Johann Georg von Dillis

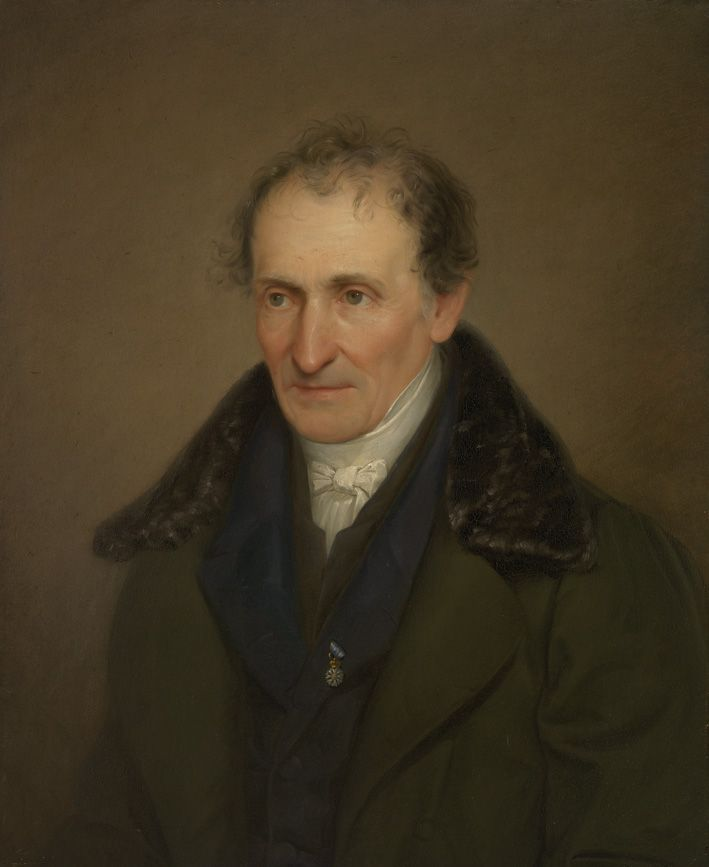
Johann Georg von Dillis, Porträt von Liberat Hundertpfund

Johann Georg Dillis, ab 1808 von Dillis (auch Maximilian Johann Georg von Dillis; * 26. Dezember 1759 in Gmain bei Dorfen, Oberbayern; † 28. September 1841 in München), am 19. Mai 1808 in den persönlichen Adelsstand erhoben, war ein deutscher Maler, der vor allem für seine Darstellungen des bäuerlichen Lebens und seine Reiseskizzen bekannt ist. Er gehört zu den bedeutendsten deutschen Künstlern der Zeit um 1800 und gilt als wichtigster Vertreter der sogenannten Münchner Schule.

## Leben und Werk
Dillis wurde als zweites Kind einer Försterfamilie geboren und schloss 1775 das heutige Wilhelmsgymnasium München ab. Anschließend absolvierte er am Lyzeum München das obligatorische Grundstudium (= Philosophie), dann begann er dort das Theologiestudium, das er ab 1779 an der Universität Ingolstadt fortsetzte. 1782 wurde er in Ingolstadt zum Priester geweiht. Schon bald jedoch wollte er sich verstärkt der Malerei widmen.
Bis zum Anfang des 19. Jahrhunderts war er vorwiegend damit beschäftigt, in deutschen Adelshäusern (Familien der Grafen von Salern, von Baumgarten, von Nogarola und Oberndorf von Seinsheim und der Freiherren von Aretin und von Stengel, von Posch und von Käser) Malunterricht zu erteilen; später wurde es ihm dank Empfehlungen möglich, junge deutsche und englische Adlige auf Reisen in den Mittelmeerraum zu begleiten, was seiner Entwicklung als Maler zugutekam.
Mit dem bayerischen Kronprinzen Ludwig unternahm Dillis mehrere Reisen nach Italien, insbesondere Rom und Sizilien. Auf diesen Reisen fertigte Dillis zahlreiche Aquarellskizzen an, die als Studien für spätere Veduten in Öl gedacht waren. Für das heutige Auge jedoch wirken die Skizzen und Studien, durch ihre Ausschnitthaftigkeit und Dillis’ vollendete Farb- und Formensprache, viel moderner als seine vollständig ausgearbeiteten Veduten.
Eine der Inspirationen für Dillis’ Werk waren die idealen Landschaften von Claude Lorrain, auf die Dillis in seinen Skizzen mehrfach Bezug nimmt. Des Weiteren fertigte Dillis etwa 150 Wolkenstudien mit Kreide auf blauem Grund an, der damaligen Begeisterung für dieses Sujet nach Einführung der Wolkenklassifikation durch Luke Howard folgend. Im Auftrag König Ludwigs I. fertigte Georg von Dillis 1827 eine Porträtkopie des Monarchen für dessen frühere Erzieherin Louise Weyland in Mannheim.
Zu seiner Zeit war Dillis als Maler praktisch unbekannt. 1790 war er als kurfürstlicher Bilder-Galerie-Inspector verbeamtet worden und avancierte 1822 zum königlichen „Central-Gallerie-Direktor“, wodurch er zeitgenössische Prominenz erlangte. Sein Wirken hier ist der Nachwelt am bekanntesten durch die Konzeption der Alten Pinakothek in München, bei der sich Dillis unter anderem vom Louvre inspirieren ließ. Zwischen 1808 und 1814 war er Professor für Landschaftsmalerei an der Münchner Akademie. Über die Verwaltungstätigkeit und den Zeitmangel für künstlerische Aktivitäten beklagte er sich zunehmend. Einige seiner Landschafts- und Portraitgemälde gehören seit der zweiten Hälfte des 19. Jahrhunderts zum Sammlungsbestand der Städtischen Galerie im Lenbachhaus und Kunstbau München.
Johann Dillis starb 1841 im Alter von 81 Jahren in München.

## Grabstätte

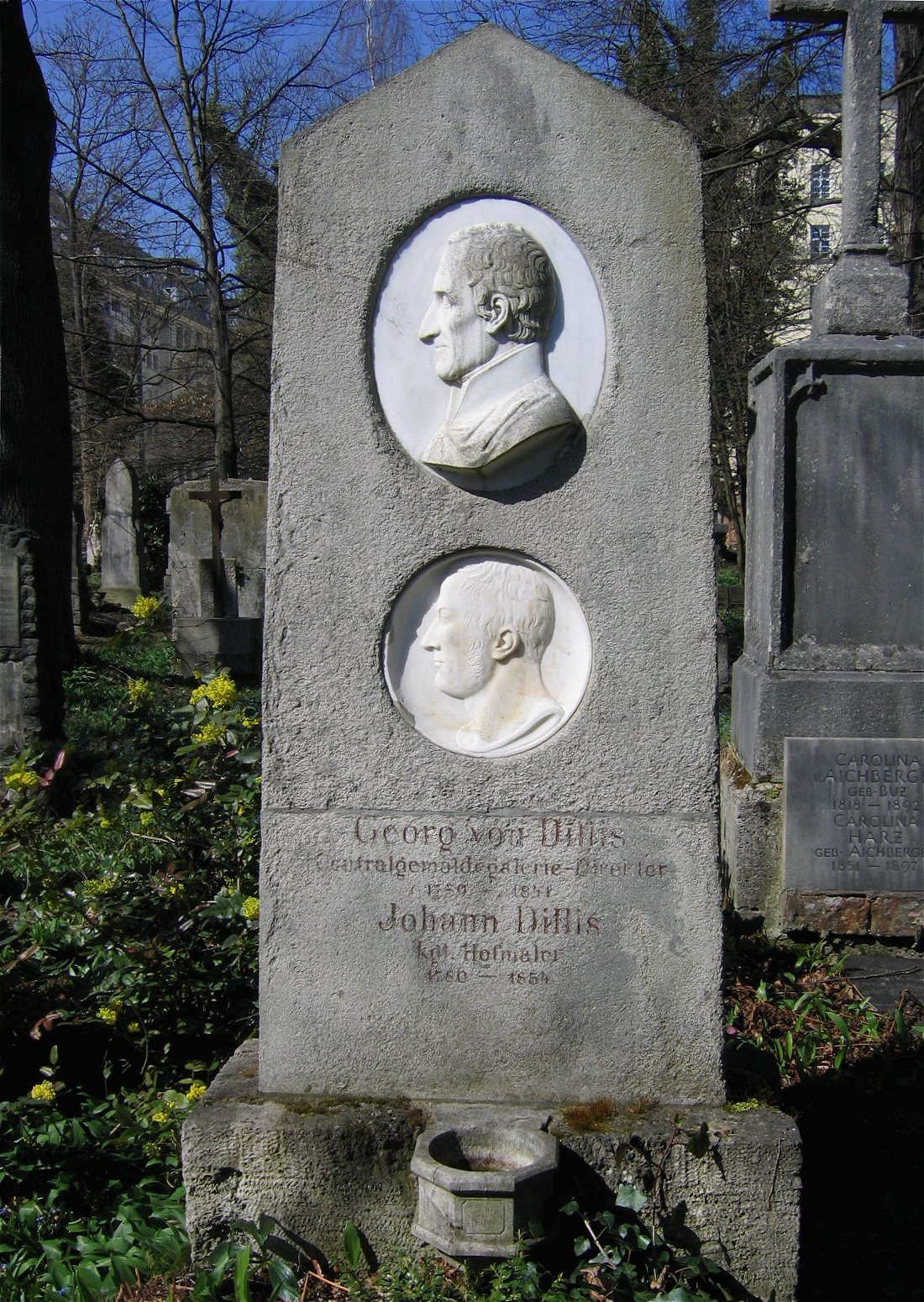
Grab von Johann Georg und Johann Cantius Dillis auf dem Alten Südlichen Friedhof in München

Die Grabstätte von Johann Dillis befindet sich auf dem Alten Südlichen Friedhof in München (Gräberfeld 13 – Reihe 2 – Platz 23) Standort. In dem Grab ist auch Johann Georgs Bruder Johann Cantius Dillis (1779–1854) begraben. Die Friedhofshistoriker Claudia Denk und John Ziesemer haben auf historischen Fotos nachgewiesen, dass es ursprünglich zwei Grabstelen für die beiden Brüder gab, die dann in der Grabstele von Johann Georg Dillis zusammengefasst wurden, in dem das Marmormedaillion von Johann Cantius Dillis in die Stele Johann Georgs integriert wurde.

## Galerie
Auswahl von Bildern von Johann Georg von Dillis

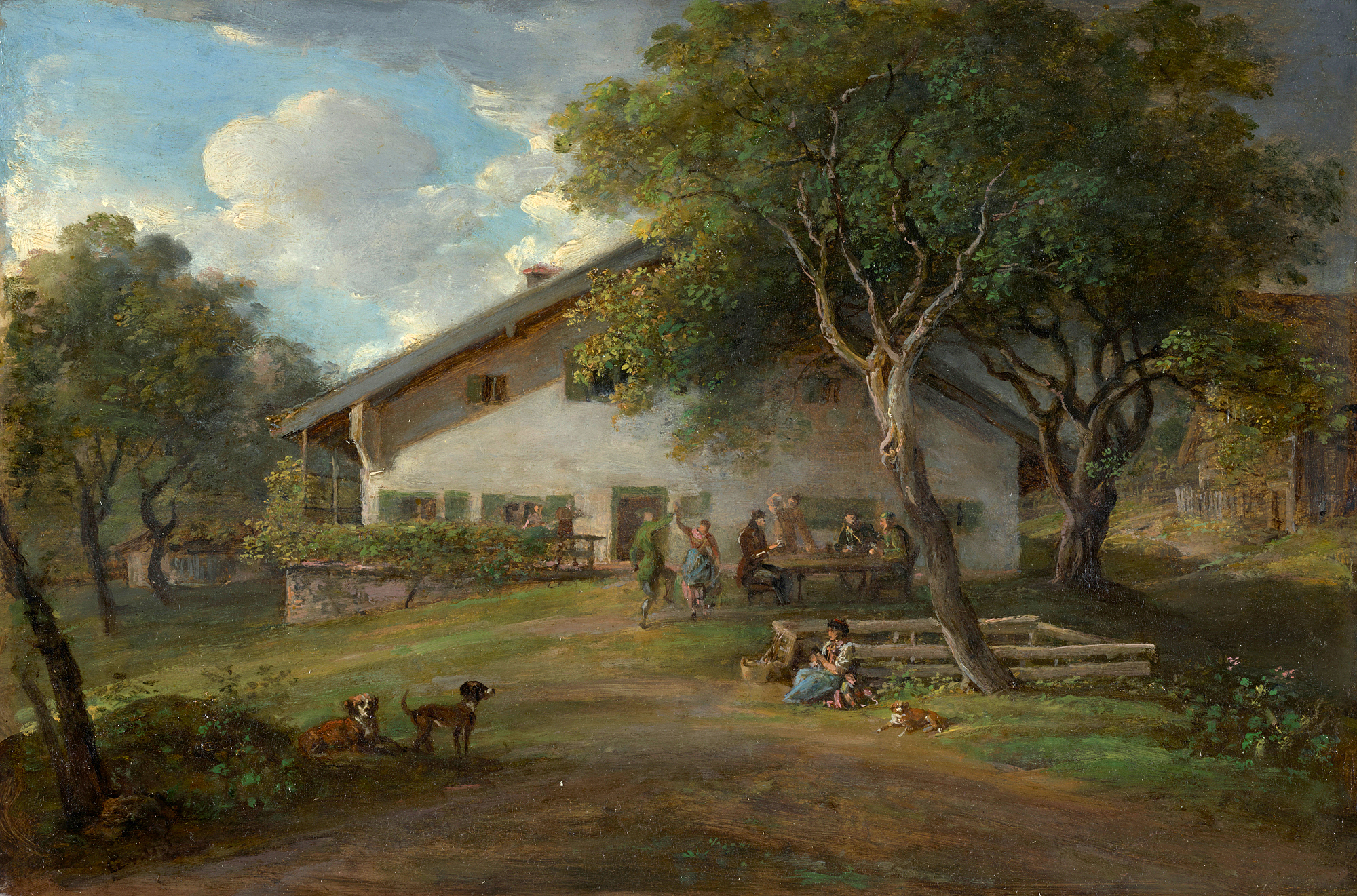
Gemälde von seinem Geburtshaus (1803)
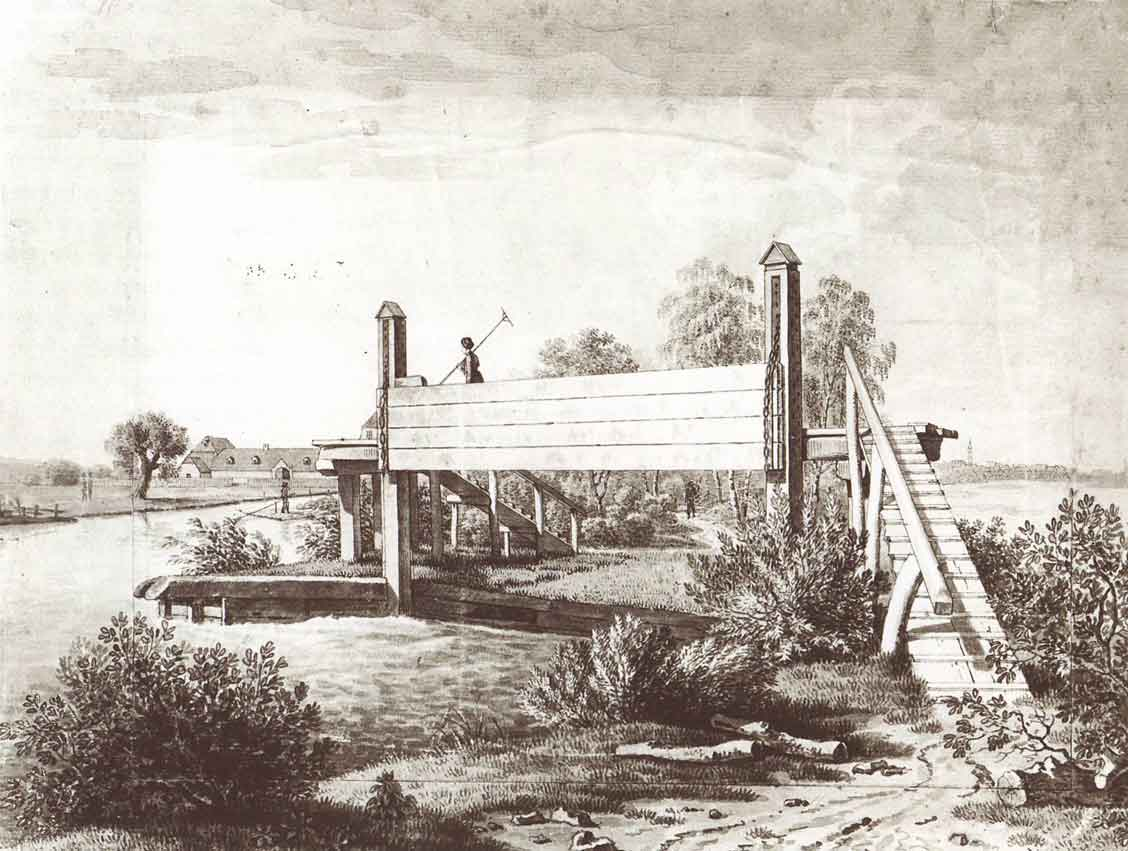
Schleusenanlage am Dreimühlenbach
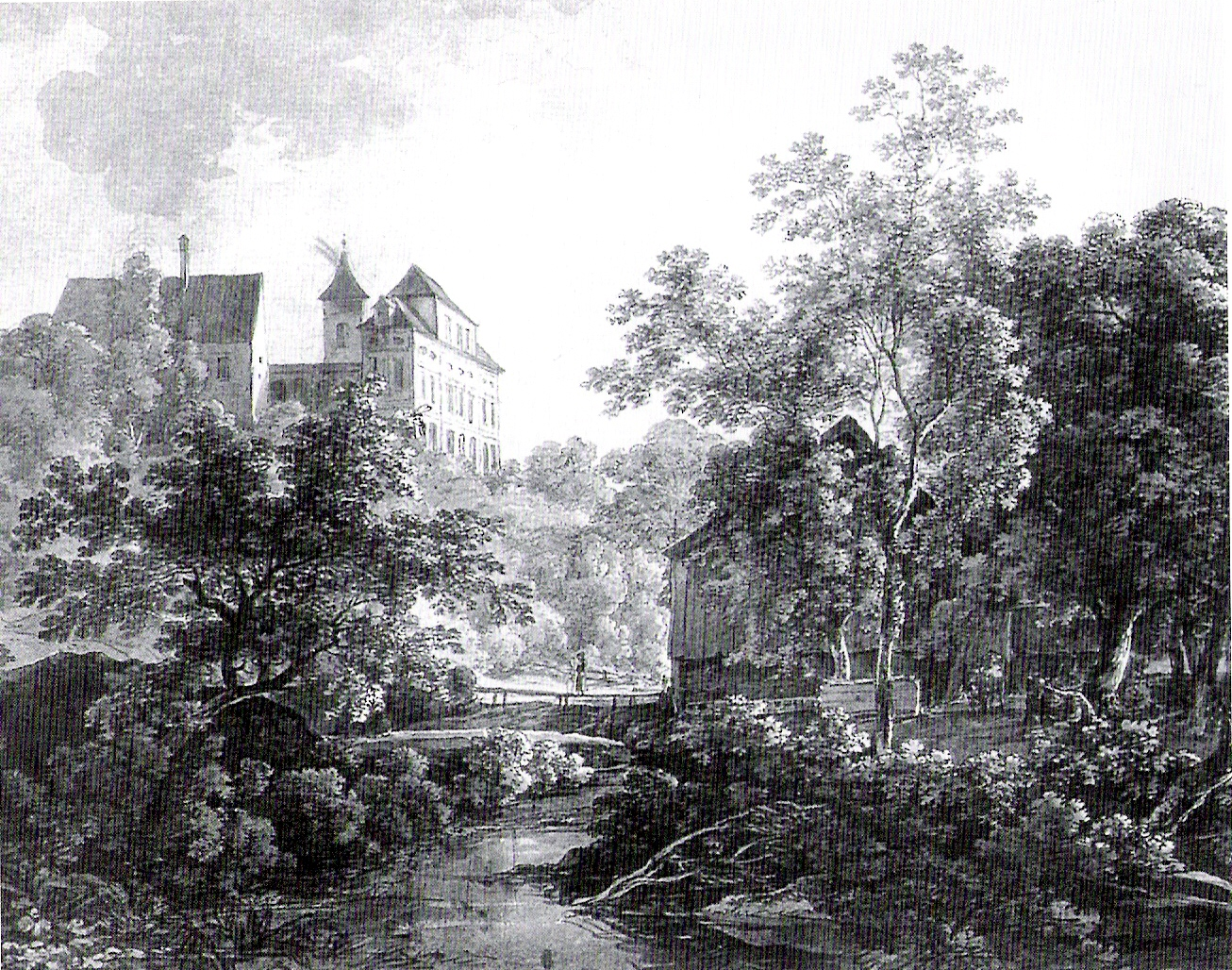
Schloss Harlaching, ca. 1790
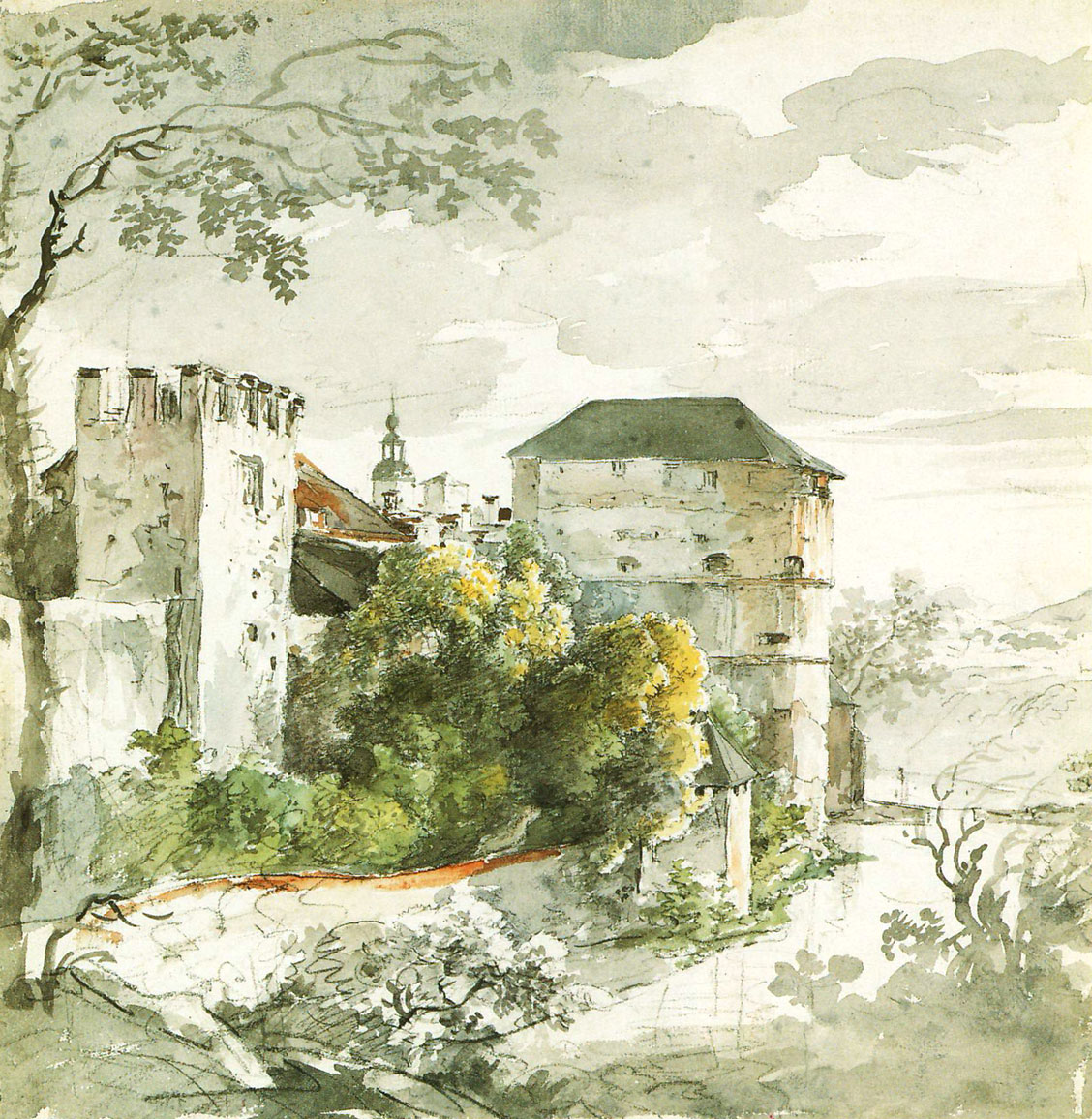
Jungfernturm, 1796
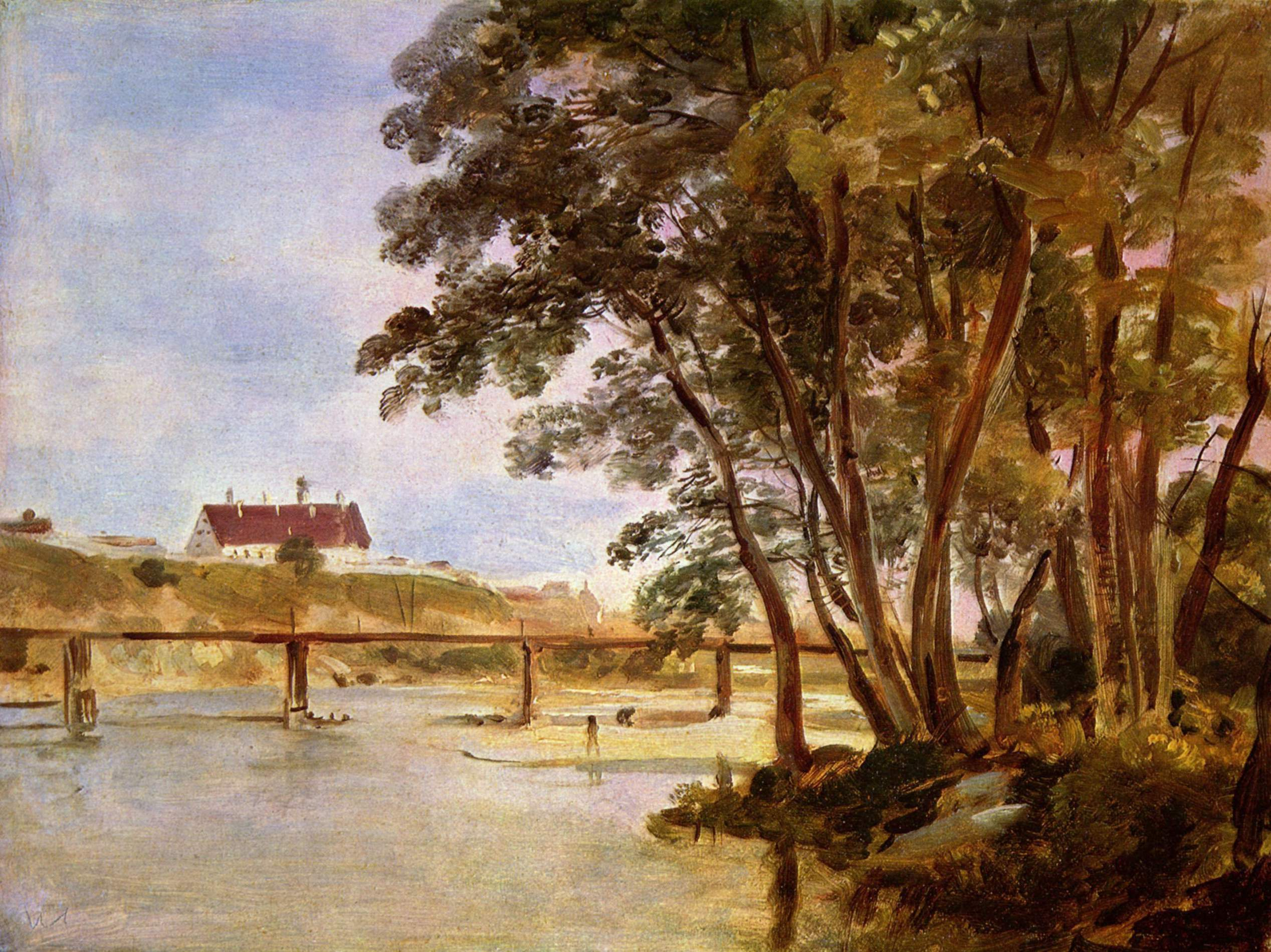
Praterinsel, nach 1800
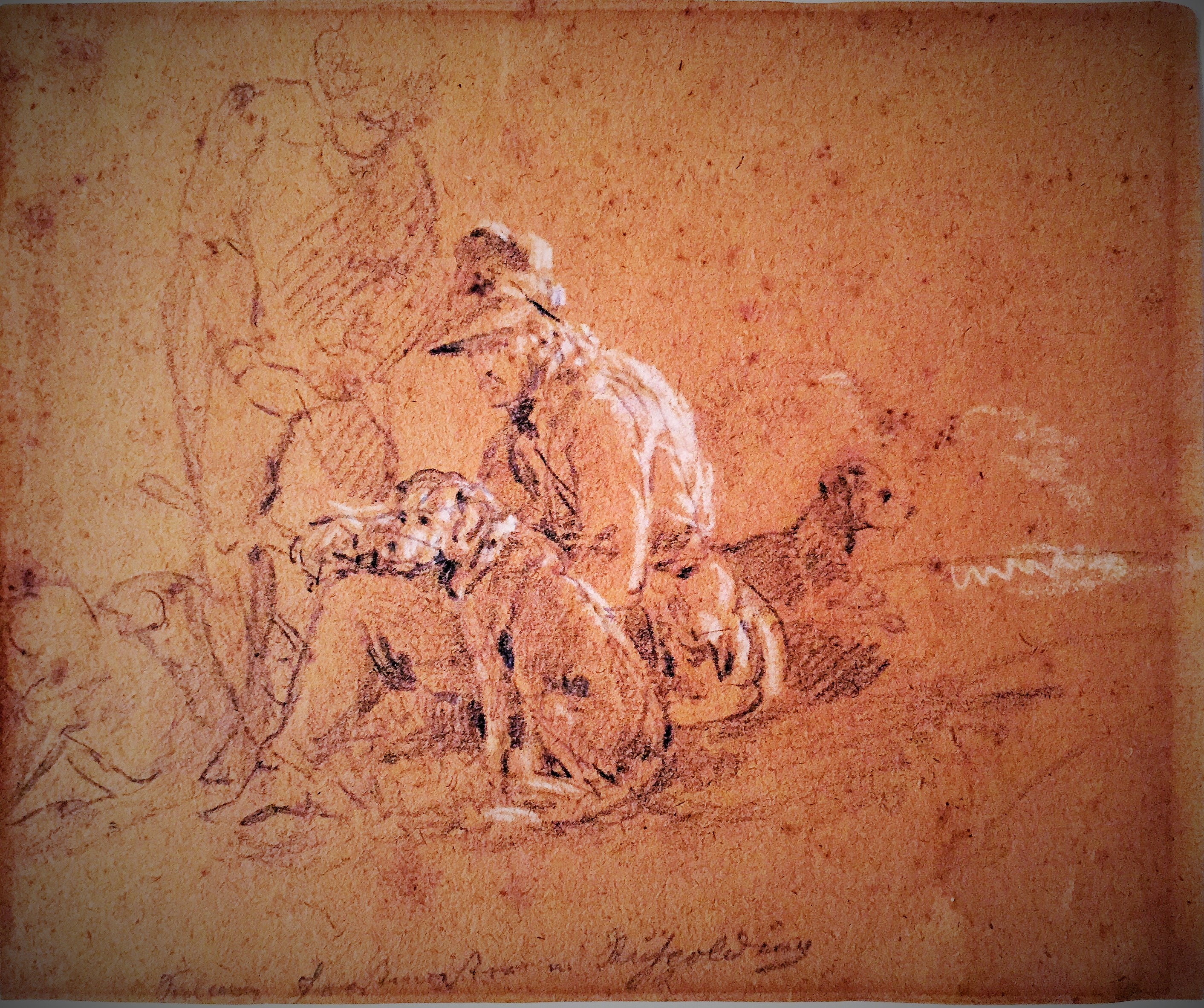
Skizze: Salinen Forstmeister, Ruhpolding, 1820er (verm. Bruder Joseph Dillis)

## Museen (Auswahl)
- Albertina, Wien[17]
- Art Institute of Chicago
- Fine Arts Museums of San Francisco
- Lenbachhaus, München
- Metropolitan Museum of Art, New York
- National Gallery of Art, Washington
- Neue Pinakothek, München
- Münchner Stadtmuseum
- Philadelphia Museum of Art
- Staatliche Graphische Sammlung München

## Ausstellungen (Auswahl)
- Neue Pinakothek, München, Retrospektive zum 150. Todestag, 29. November 1991 – 9. Februar 1992, anschließend im Albertinum (Dresden), 1. März 1992 – 3. Mai 1992[9]
- Städtische Galerie im Lenbachhaus und Kunstbau, München, Johann Georg von Dillis (1759-1841) – Die Kunst des Privaten, 6. September – 30. November 2003[18]
- Hamburger Kunsthalle, 14. Juni bis 12. September 2004
- Schwindkirchen, Wolfgang-Meier-Haus, Dillis-Festwoche zum 250. Geburtstag, 17. bis 25. Oktober 2009.
- Museum Georg Schäfer, Schweinfurt: Die Kunst selbst ist Natur. Johann Georg von Dillis 1759–1841, 22. Januar – 23. April 2017

## Ehrung
- 1840: Kreuz des Ludwigsordens zum 50-jährigen Dienstjubiläum[19]